# Acridinae
Le Acridine (Acridinae MacLeay, 1821) sono una sottofamiglia di insetti ortotteri della famiglia Acrididae.

## Tassonomia
La sottofamiglia è suddivisa in 5 tribù :
- Tribù Acridini MacLeay 1821
  - genere Acrida Linnaeus, 1758
  - genere Acridarachnea Bolívar, 1908
  - genere Caledia Bolívar, 1914
  - genere Calephorops Sjöstedt, 1920
  - genere Cryptobothrus Rehn, 1907
  - genere Froggattina Tillyard, 1926
  - genere Perala Sjöstedt, 1921
  - genere Rapsilla Sjöstedt, 1921
  - genere Schizobothrus Sjöstedt, 1921
- Tribù Calephorini Yin, X. 1982
  - genere Calephorus Fieber, 1853
- Tribù Hyalopterygini Brunner von Wattenwyl 1893
  - genere Guaranacris Rehn, 1944
  - genere Hyalopteryx Charpentier, 1843
  - genere Metaleptea Brunner von Wattenwyl, 1893
  - genere Neorphula Donato, 2004
  - genere Orphula Stål, 1873
  - genere Parorphula Bruner, 1900
  - genere Paulacris Rehn, 1944
- Tribù Phlaeobini Brunner von Wattenwyl 1893
  - genere Holopercna Karsch, 1891
  - genere Leopardia Baccetti, 1985
  - genere Oxyphlaeobella Ramme, 1941
  - genere Phlaeoba Stål, 1861
  - genere Phlaeobacris Willemse, 1932
  - genere Phlaeobella Ramme, 1941
  - genere Phlaeobida Bolívar, 1902
  - genere Pseudophlaeoba Bolívar, 1914
  - genere Pyrgophlaeoba Miller, 1929
  - genere Sikkimiana Uvarov, 1940
  - genere Sinophlaeoba Niu & Zheng, 2005
  - genere Sinophlaeobida Yin & Yin, 2007
  - genere Xerophlaeoba Uvarov, 1936
- Tribù Truxalini Serville 1838
  - genere Truxalis Fabricius, 1775

La collocazione di numerosi generi è ancora incerta:
- Incertae sedis

| - Acteana Karsch, 1896 - Aeropedelloides Liu, 1981 - Aethiopiacris La Greca, 1994 - Afrophlaeoba Jago, 1983 - Allotruxalis Rehn, 1944 - Anaeolopus Uvarov, 1922 - Bababuddinia Bolívar, 1918 - Bambesiana Koçak & Kemal, 2008 - Brachyacrida Dirsh, 1952 - Brachyphlaeobella Jago, 1983 - Calliphlaeoba Ramme, 1941 - Cannula Bolívar, 1906 - Capulica Bolívar, 1918 - Carinacris Liu, 1984 - Carliola Uvarov, 1939 - Chirista Karsch, 1893 - Chlorophlaeoba Ramme, 1941 - Chlorophlaeobella Jago, 1983 - Chokwea Uvarov, 1953 - Chromacrida Dirsh, 1952 - Chromochokwea Jago, 1983 - Chromotruxalis Dirsh, 1951 - Closteridea Scudder, 1893 - Cocytotettix Rehn, 1906 - Cohembia Uvarov, 1953 - Comacris Bolívar, 1890 - Conuacris Willemse, 1932 - Coryphosima Karsch, 1893 - Covasacris Liebermann, 1970 - Culmulus Uvarov, 1953 - Dorsthippus Donskoff, 1977 - Duronia Stål, 1876 - Duroniopsis Bolívar, 1914 - Eoscyllina Rehn, 1909 - Epacromiacris Willemse, 1933 - Euprepoptera Uvarov, 1953 | - Euthynous Stål, 1877 - Eutryxalis Bruner, 1900 - Glyphoclonus Karsch, 1896 - Guichardippus Dirsh, 1959 - Gymnobothroides Karny, 1915 - Gymnobothrus Bolívar, 1889 - Hulstaertia Ramme, 1931 - Hyperocnocerus Uvarov, 1953 - Julea Bolívar, 1914 - Kaloa Bolívar, 1909 - Keya Uvarov, 1941 - Lemuracris Dirsh, 1966 - Lobopoma Karsch, 1896 - Luzonica Willemse, 1933 - Machaeridia Stål, 1873 - Malcolmburria Uvarov, 1953 - Megaphlaeoba Willemse, 1951 - Neophlaeoba Usmani & Shafee, 1983 - Nimbacris Popov & Fishpool, 1992 - Nivisacris Liu, 1984 - Ocnocerus Bolívar, 1889 - Odontomelus Bolívar, 1890 - Orthochtha Karsch, 1891 - Oxybothrus Uvarov, 1953 - Oxyolena Karsch, 1893 - Oxyphlaeoba Ramme, 1941 - Oxytruxalis Dirsh, 1951 - Palawanacris Ramme, 1941 - Pamacris Ramme, 1929 - Panzia Miller, 1929 - Paracoryphosima Descamps & Wintrebert, 1966 - Paralobopoma Rehn, 1914 - Paraphlaeoba Bolívar, 1902 - Paraphlaeobida Willemse, 1951 - Parga Walker, 1870 - Parodontomelus Ramme, 1929 | - Pasiphimus Bolívar, 1914 - Perella Bolívar, 1914 - Phlocerus Fischer von Waldheim, 1833 - Phloeochopardia Dirsh, 1958 - Phorinia Bolívar, 1914 - Phryganomelus Jago, 1983 - Plagiacris Sjöstedt, 1931 - Platyverticula Jago, 1983 - Pseudoeoscyllina Liang & Jia, 1992 - Pseudopargaella Descamps & Wintrebert, 1966 - Pseudoptygonotus Zheng, 1977 - Rammeihippus Woznessenskij, 1996 - Rastafaria Ramme, 1931 - Rhabdoplea Karsch, 1893 - Roduniella Bolívar, 1914 - Ruganotus Yin, 1979 - Rugophlaeoba Willemse, 1951 - Shabacris Popov & Fishpool, 1992 - Sherifuria Uvarov, 1926 - Sumba Bolívar, 1909 - Tenuihippus Willemse, 1994 - Truxaloides Dirsh, 1951 - Uganda (zoologia) Bolívar, 1909 - Urugalla Uvarov, 1927 - Vietteacris Descamps & Wintrebert, 1966 - Vitalisia Bolívar, 1914 - Weenenia Miller, 1932 - Wellawaya Uvarov, 1927 - Xenocymochtha Popov & Fishpool, 1992 - Xenoderus Uvarov, 1925 - Xenotruxalis Dirsh, 1951 - Yendia Ramme, 1929 - Zacompsa Karsch, 1893 - Zambiacris Johnsen, 1983 - Zygophlaeoba Bolívar, 1902 |

### Specie presenti in Italia

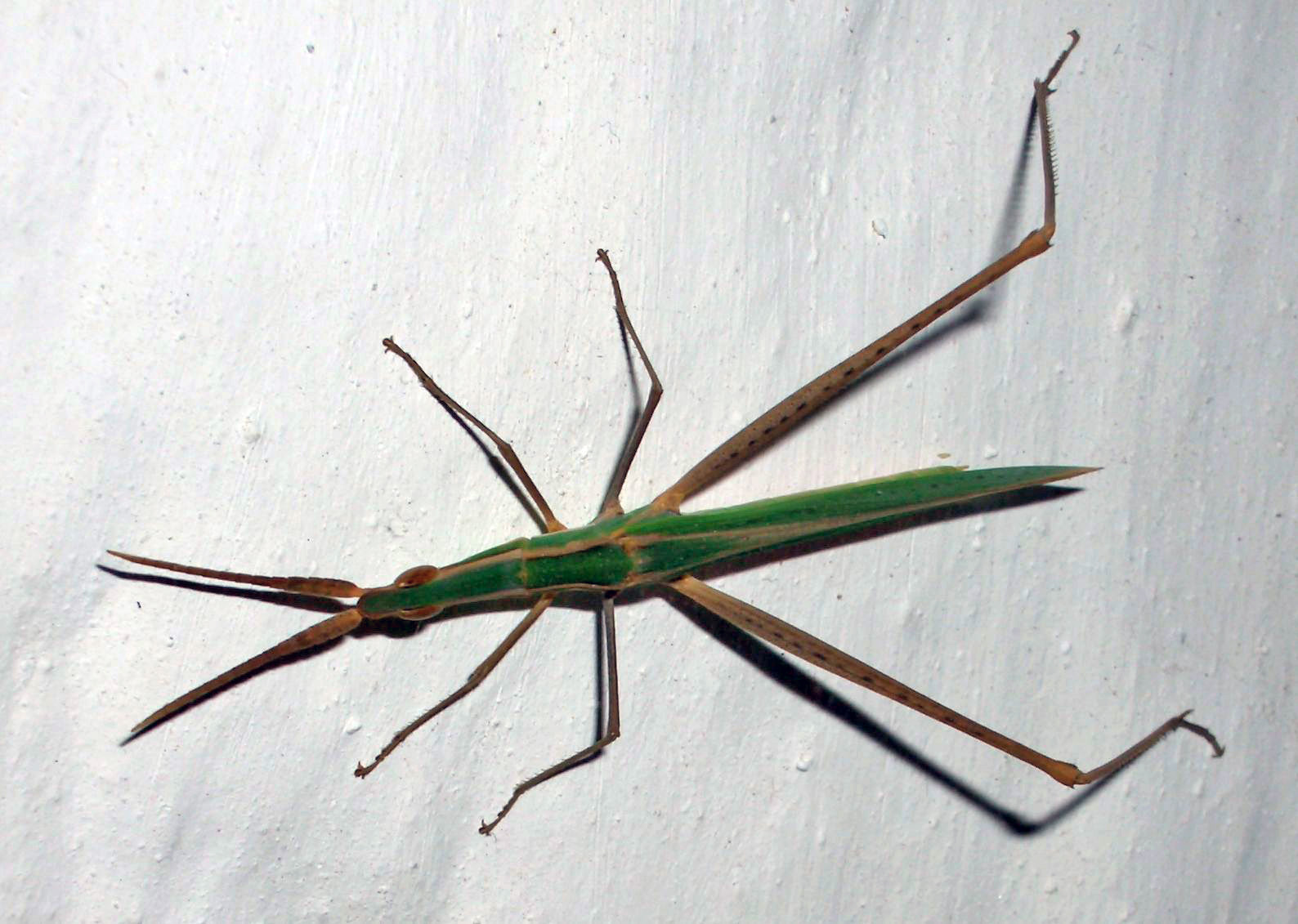
Acrida ungarica

in Italia sono presenti solo 3 specie :
- Acrida turrita Linnaeus, 1758
- Acrida ungarica (Herbst, 1786)
- Truxalis nasuta (Linnaeus, 1758)